# سمفونی شماره ۱۰ (بتهوون/کوپر)

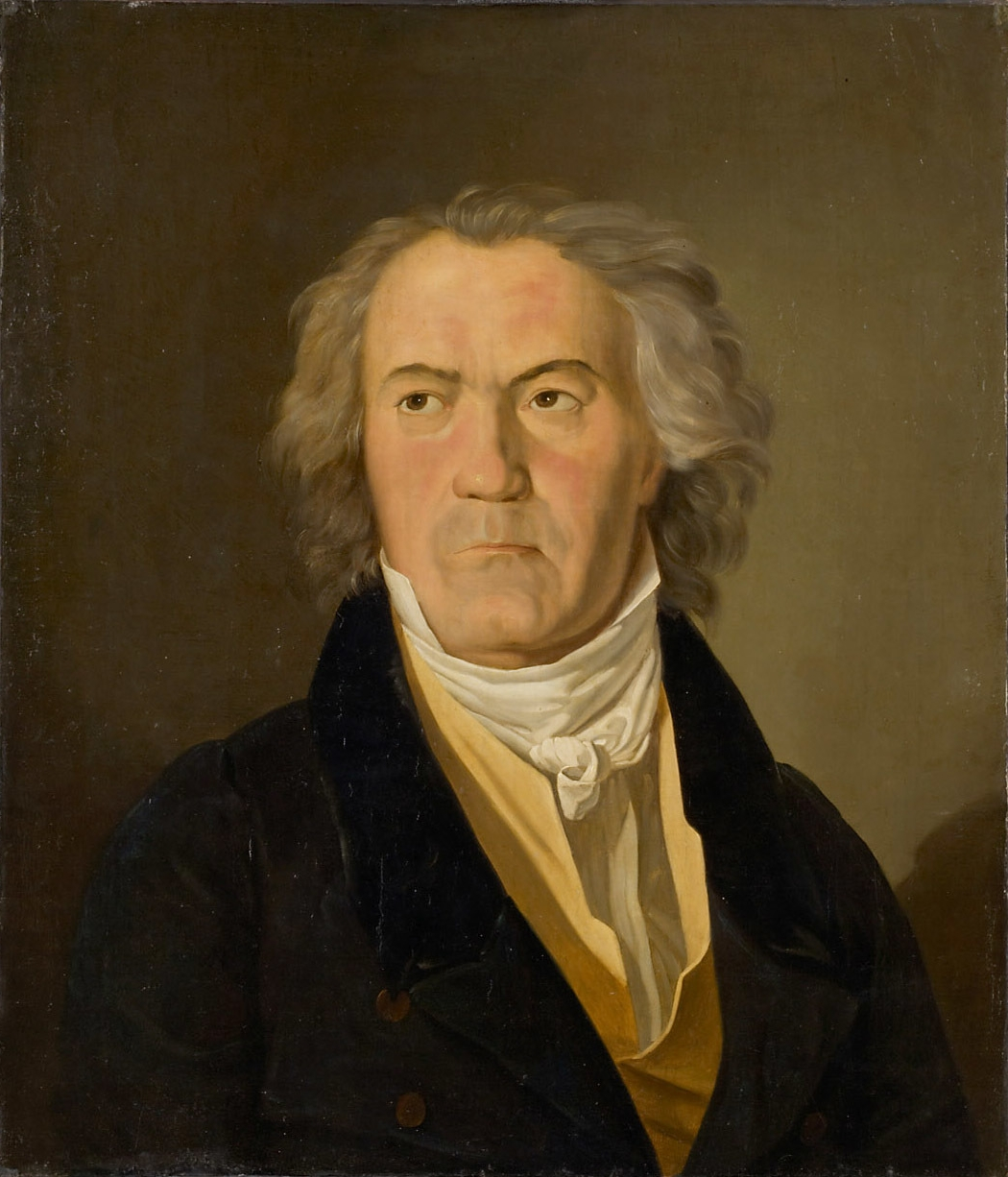
تصویری از لودویگ فان بتهوون

سمفونی شماره ۱۰ در می بِمُل ماژور، اثری منسوب به لودویگ فان بتهوون است که بَری کوپِر، موسیقی‌دان، آهنگ‌ساز، بتهوون‌شناس، و نوازندهٔ ارگ اهل بریتانیا، در سال ۱۹۸۸ از میان طرح‌های درهم‌ریخته‌ای از بتهوون برای موومانِ نخستِ اثر تدوین کرد. همهٔ طرح‌های جمع‌آوری‌شده به‌وضوح برای قالبِ سمفونی تصنیف شده و به نظر می‌رسد به دنبالِ سمفونی نهم نوشته شده‌اند. این طرح‌ها در دسته‌هایی کوچک نوشته شده‌اند.
اساساً بتهوون، بعد از سمفونی نهم، قصدِ تصنیفِ سمفونیِ دهمی را در سر داشت. نُت‌های بَری کوپر نخستین بار در یک کنسرت در سال ۱۹۸۸ در انجمن سلطنتی فیلارمونیک لندن اجرا شد؛ همان جایی که بتهوون سمفونی نهمش را در سال ۱۸۲۷ به آن ارائه کرد. نُت‌های سمفونی منسوبِ دهم را «یونیورسال اِدیشن» (به انگلیسی: Universal Edition) در وین منتشر کرد و نسخهٔ تازه‌ای از آن را در سال ۲۰۱۳ انتشار داد.